# Wadeana
Wadeana — рід грибів. Назва вперше опублікована 1978 року.

## Класифікація
До роду Wadeana відносять 2 види:
- Wadeana dendrographa
- Wadeana minuta